# 하진우
하진우(1992년 5월 9일 ~)는 대한민국의 가수다. 2015년 싱글 앨범 [HOME]으로 데뷔했다.

## 방송
- 생로병사 897회 '치명적인 폐동맥 고혈압, 희망은 있다!' (2024.02.14.)
- 내일은 국민가수 (2021) - Top42(32위)
- 노래가 좋아 (88, 89, 90, 91, 100회) 4연승 및 왕중왕전 (2018)
- 오후의 발견 (2021) 답을 알면서 코너 진행
- 듀엣가요제 (2016) 2회 - 서인영&하진우